# 纹喉凤鹛
纹喉凤鹛（学名：Yuhina gularis）为鶲科凤鹛属的鸟类。分布于印度、尼泊尔、缅甸以及中国大陆的西藏、云南、四川等地，主要生活于一般栖息于海拔1800-3800米的树林中。该物种的模式产地在尼泊尔。

## 亚种
- 纹喉凤鹛指名亚种（学名：Yuhina gularis gularis）。分布于尼泊尔、印度、缅甸以及中国大陆的西藏、云南等地。该物种的模式产地在尼泊尔。[2]
- 纹喉凤鹛峨嵋亚种（学名：Yuhina gularis omeiensis），是中国的特有物种。分布于云南、四川等地。该物种的模式产地在四川峨眉山。[3]